# 中部建築賞
中部建築賞（ちゅうぶけんちくしょう）は、中部地方における優れた建築に対して建築主、設計者、施工者の三者を賞する賞。中部地方各県の建築士会などで構成される中部建築賞協議会によって運営されている。対象となる地域は中部地方と滋賀県である。

## 歴史
1969年度（昭和44年度）に第1回授賞式が開催され、2018年度（平成30年度）には節目の第50回授賞式が開催された。50年間で4,515作品の応募があり、うち1,020作品が何らかの賞を受賞した。広域の建築物に対する賞は全国的に見てあまり例がないとされ、今日では権威ある賞という評価を得ている。

## 部門
- 一般部門(第52回より、公共・文教・生産・商業・厚生・集合住宅・団地計画・都市開発・都市公園などを含む建築物等で延べ面積が2,000㎡以上のものを一般部門A、上記の建築物等で延べ面積が2,000㎡未満のものを一般部門Bとしている。)
  - 入賞
  - 入選
  - 特別賞
- 住宅部門
  - 入賞
  - 入選
  - 特別賞

## 歴代受賞作品
一般部門の入賞・特別賞作品を列挙する。(共同企業体についてはJVと略す。)

### 第51回～
| 受賞年 | 受賞回 | 部門・賞 | 受賞作品                   | 建築主   | 設計者               | 施工者                             | 作品所在地             |
| ------ | ------ | -------- | -------------------------- | -------- | -------------------- | ---------------------------------- | ---------------------- |
| 2020   | 第52回 | A入賞    | ニフコ名古屋技術開発棟     | ニフコ   | 竹中工務店           | 竹中工務店                         | 愛知県豊田市           |
| 2020   | 第52回 | B入賞    | 福井県年縞博物館           | 福井県   | 内藤廣建築設計事務所 | 前田産業・ともえ屋特定建設JV       | 福井県三方上中郡若狭町 |
| 2019   | 第51回 | 入賞     | 刈谷市歴史博物館           | 刈谷市   | 佐藤総合計画         | 鴻池・角文特定建設JV               | 愛知県刈谷市           |
| 2019   | 第51回 | 入賞     | 瑞浪北中学校               | 瑞浪市   | 日建設計             | 岐建・中島・青協特定建設JV         | 岐阜県瑞浪市           |
| 2019   | 第51回 | 入賞     | さくまオフィす             | 大建設計 | 大建設計             | 栗山組                             | 岐阜県岐阜市           |
| 2019   | 第51回 | 入賞     | 常葉大学静岡草薙キャンパス | 常葉大学 | 竹中工務店           | 竹中工務店                         | 静岡県静岡市           |
| 2019   | 第51回 | 入賞     | 道の駅雨晴                 | 高岡市   | 創計画研究所         | 北栄・大栄特定建設JV               | 富山県高岡市           |
| 2019   | 第51回 | 特別賞   | 輪島KABULETプロジェクト    | 佛子園   | 五井建築研究所       | 豊蔵・里谷特定建設JV 宮地組 上野組 | 石川県輪島市           |

### 第41回～第50回
| 受賞年 | 受賞回 | 部門・賞 | 受賞作品                                                                    | 建築主                                  | 設計者                                                                                   | 施工者                                                                                               | 作品所在地             |
| ------ | ------ | -------- | --------------------------------------------------------------------------- | --------------------------------------- | ---------------------------------------------------------------------------------------- | --- | ---------------------- |
| 2018   | 第50回 | 入賞     | 御園座タワー                                                                | 積水ハウス                              | 鹿島建設                                                                                 | 鹿島建設                                                                                             | 愛知県名古屋市         |
| 2018   | 第50回 | 入賞     | 愛知県立愛知総合工科高等学校                                                | 愛知県                                  | 久米設計                                                                                 | 戸田・名工特定建設JV                                                                                 | 愛知県名古屋市         |
| 2018   | 第50回 | 入賞     | 金子コード 浜松工場 roseroc                                                 | 金子コード                              | 奥野公章建築設計室                                                                       | 中村建設                                                                                             | 静岡県浜松市           |
| 2018   | 第50回 | 入賞     | NICCA INNOVATION CENTER                                                     | 日華化学                                | 小堀哲夫建築設計事務所                                                                   | 清水建設                                                                                             | 福井県福井市           |
| 2018   | 第50回 | 入賞     | 高岡信用金庫本店                                                            | 高岡信用金庫                            | 清水建設                                                                                 | 清水建設・松井建設・塩谷建設建設JV                                                                   | 富山県高岡市           |
| 2018   | 第50回 | 特別賞   | 多機能型生活保護施設 愛恵園・愛恵園授産所                                   | 愛恵協会                                | 小林清文建築設計室                                                                       | 波多野組                                                                                             | 愛知県岡崎市           |
| 2018   | 第50回 | 特別賞   | 白山宮 足王社                                                               | 白山宮                                  | AUAU建築研究所                                                                           | 駒住建 美津濃                                                                                        | 愛知県日進市           |
| 2018   | 第50回 | 特別賞   | 旧名古屋銀行本店ビル                                                        | 名古屋デベロップメント 積水ハウス       | 三菱地所設計                                                                             | 竹中工務店                                                                                           | 愛知県名古屋市         |
| 2018   | 第50回 | 特別賞   | 岐南さくら発達支援事業所 よりどころ                                         | 豊誠会                                  | 大建設計                                                                                 | 協和建設                                                                                             | 岐阜県羽島郡岐南町     |
| 2018   | 第50回 | 特別賞   | 金沢工業大学・国際高等専門学校 白山麓キャンパス                             | 金沢工業大学                            | 五井建築研究所                                                                           | 清水建設                                                                                             | 石川県白山市           |
| 2017   | 第49回 | 入賞     | 新城市立作手小学校・つくで交流館・作手総合支所                              | 新城市                                  | 東畑建築事務所 桜設計集団                                                                | 波多野・三河特定建設JV 筒井工務店                                                                    | 愛知県新城市           |
| 2017   | 第49回 | 入賞     | ATグループ本社北館・南館                                                    | ATグループ                              | 竹中工務店                                                                               | 竹中工務店                                                                                           | 愛知県名古屋市         |
| 2017   | 第49回 | 入賞     | こじまこども園                                                              | こじま福祉会                            | エムアーキ                                                                               | トヨタT&S・神谷建設JV                                                                                | 愛知県豊田市           |
| 2017   | 第49回 | 入賞     | 松阪市子ども発達総合支援センター そだちの丘                                 | 松阪市                                  | サードパーティ                                                                           | 山口・伊藤建設JV 明光電気                                                                            | 三重県松阪市           |
| 2017   | 第49回 | 入賞     | 北方町庁舎                                                                  | 北方町                                  | 宇野享／CAn・武藤圭太郎設計JV                                                            | TSUCHIYA・内藤特定建設JV                                                                             | 岐阜県本巣郡北方町     |
| 2017   | 第49回 | 入賞     | こやまかわせみクリニック                                                    | 小山賀継                                | ハラヒロト建築設計事務所 メゾン 神奈川大学                                               | 大洞工務店                                                                                           | 岐阜県本巣郡北方町     |
| 2017   | 第49回 | 入賞     | 多治見市火葬場 華立やすらぎの杜                                             | 多治見市                                | 久米設計 日比野建築デザイン                                                              | 熊谷組                                                                                               | 岐阜県多治見市         |
| 2017   | 第49回 | 入賞     | 静岡理工科大学 建築学科棟 えんつりー                                        | 静岡理工科大学                          | NASCA 静岡理工科大学建築学科棟コミッショニング・マネジメントチーム                       | 鈴与建設                                                                                             | 静岡県袋井市           |
| 2017   | 第49回 | 入賞     | 実相寺 毘沙門堂                                                             | 清水湊実相寺                            | 山田誠一建築設計事務所                                                                   | クレバ建築工房                                                                                       | 静岡県静岡市           |
| 2017   | 第49回 | 入賞     | ヒュッテナナナ                                                              | 吉村正照                                | ヒャッカ                                                                                 | 山﨑建設                                                                                             | 福井県福井市           |
| 2017   | 第49回 | 特別賞   | JRゲートタワー                                                              | 東海旅客鉄道 ジェイアールセントラルビル | 大成建設 日建設計 ジェイアール東海コンサルタンツ                                         | 大成建設・鹿島建設建設JV                                                                             | 愛知県名古屋市         |
| 2017   | 第49回 | 特別賞   | JPタワー名古屋                                                              | 日本郵便 名工建設                       | 日本設計                                                                                 | 竹中工務店                                                                                           | 愛知県名古屋市         |
| 2016   | 第48回 | 入賞     | 愛知産業大学工業高等学校 伊勢山校舎                                         | 愛知産業大学                            | 愛知産業大学工業高等学校設計JV (三共建築設計事務所・clublab.・塩田有紀建築設計事務所)    | TSUCHIYA                                                                                             | 愛知県名古屋市         |
| 2016   | 第48回 | 入賞     | MIZKAN MUSEUM                                                               | Mizkan Holdings                         | NTTファシリティーズ                                                                      | 竹中工務店                                                                                           | 愛知県半田市           |
| 2016   | 第48回 | 入賞     | 大名古屋ビルヂング                                                          | 三菱地所                                | 三菱地所設計                                                                             | 清水建設                                                                                             | 愛知県名古屋市         |
| 2016   | 第48回 | 入賞     | 伊勢、宮川の里 鄙茅                                                         | うおすけ                                | 暮らし十職                                                                               | 高山建設                                                                                             | 三重県多気郡多気町     |
| 2016   | 第48回 | 入賞     | カトリック鈴鹿教会                                                          | カトリック京都司教区                    | アルファヴィル                                                                           | 松井建設                                                                                             | 三重県鈴鹿市           |
| 2016   | 第48回 | 入賞     | 日本無線先端技術センター                                                    | 日本無線                                | 日建設計                                                                                 | 大成建設                                                                                             | 長野県長野市           |
| 2015   | 第47回 | 入賞     | 正願寺                                                                      | 正願寺                                  | 堀越英嗣 ARCHITECT 5                                                                     | 竹中工務店                                                                                           | 愛知県豊川市           |
| 2015   | 第47回 | 入賞     | 愛知産業大学 言語・情報共育センター                                         | 愛知産業大学                            | studio velocity                                                                          | 熊谷組                                                                                               | 愛知県岡崎市           |
| 2015   | 第47回 | 入賞     | 名古屋市立第二斎場                                                          | 名古屋市                                | 名古屋市住宅都市局営繕部営繕課 山下設計                                                  | 鴻池、徳倉、太啓特別JV                                                                               | 愛知県名古屋市         |
| 2015   | 第47回 | 入賞     | ROKI Global Innovation Center                                               | ROKI                                    | 小堀哲夫建築設計事務所                                                                   | 大成建設                                                                                             | 静岡県浜松市           |
| 2015   | 第47回 | 入賞     | 上田市交流文化芸術センター・上田市立美術館(サントミューゼ)                  | 上田市                                  | 柳澤孝彦 ＋ TAK建築研究所 梓設計                                                         | 鹿島・宮下特定建設JV                                                                                 | 長野県上田市           |
| 2015   | 第47回 | 入賞     | 道の駅 FARMUS 木島平                                                        | 木島平村                                | スターパイロッツ                                                                         | サンタキザワ 金澤工業 高津電気工事                                                                   | 長野県下高井郡木島平村 |
| 2014   | 第46回 | 入賞     | やわらぎ 森のスタジアム                                                     | 小島健康保険組合                        | 竹中工務店                                                                               | 竹中工務店                                                                                           | 愛知県豊田市           |
| 2014   | 第46回 | 入賞     | クリニック かけはし                                                         | ひさご                                  | NTTファシリティーズ                                                                      | 松村組                                                                                               | 愛知県名古屋市         |
| 2014   | 第46回 | 入賞     | カンガルーのおうち うれしの東保育園                                         | 登豊会                                  | 大建met・大建設計                                                                        | 内藤建設                                                                                             | 岐阜県羽島郡岐南町     |
| 2014   | 第46回 | 入賞     | サイエンスヒルズこまつ                                                      | 小松市                                  | スタジオ建築計画 UAO                                                                     | 熊谷組・加越建設建設JV                                                                               | 石川県小松市           |
| 2014   | 第46回 | 入賞     | 金沢市立小立野小学校                                                        | 金沢市                                  | 山岸建築設計事務所                                                                       | 真柄・鈴木・高田特定建設JV 城東・北川ヒューテック特定建設JV 真柄・吉田特定建設JV みづほ工業 真柄建設 | 石川県金沢市           |
| 2014   | 第46回 | 入賞     | 若鶴大正蔵                                                                  | 北陸コカ・コーラボトリング              | 蜂谷俊雄+金沢計画研究所                                                                  | 松井建設                                                                                             | 富山県砺波市           |
| 2014   | 第46回 | 入賞     | 琵琶湖のエコトーンホテル/風の音 ヤンマーマリーナホテル セトレマリーナびわ湖 | セイレイ興産                            | 芦澤竜一建築設計事務所                                                                   | 戸田建設                                                                                             | 滋賀県守山市           |
| 2014   | 第46回 | 特別賞   | 尾張大国霊神社 儺追殿                                                       | 尾張大国霊神社                          | 木内修建築設計事務所 太田建築設計                                                        | 清水建設                                                                                             | 愛知県稲沢市           |
| 2014   | 第46回 | 特別賞   | Share金沢                                                                   | 佛子園                                  | 五井建築設計研究所                                                                       | みづほ工業                                                                                           | 石川県金沢市           |
| 2013   | 第45回 | 入賞     | 田園オフィス                                                                | 都工業                                  | ＡＵＡＵ建築研究所                                                                       | 渡邊工務店                                                                                           | 愛知県豊田市           |
| 2013   | 第45回 | 入賞     | 一宮市尾張一宮駅前ビル                                                      | 一宮市                                  | 山下設計                                                                                 | 名工・中野・昭和土建特定建設JV                                                                       | 愛知県一宮市           |
| 2013   | 第45回 | 入賞     | 八事交番／八事山興正寺参拝者駐車場 ／興正寺公園                             | 八事山興正寺                            | 三菱地所設計                                                                             | 大林組                                                                                               | 愛知県名古屋市         |
| 2013   | 第45回 | 入賞     | 高志の国文学館                                                              | 富山県                                  | シーラカンスアンドアソシエイツ                                                           | 日本海建興・三由建設・ミヅホ建設JV                                                                   | 富山県富山市           |
| 2013   | 第45回 | 入賞     | 北沢建築工場                                                                | 北沢建築                                | Ms建築設計事務所/MSD ホルツストラ                                                        | 北沢建築                                                                                             | 長野県上伊那郡箕輪町   |
| 2013   | 第45回 | 入賞     | 長野県立こころの医療センター駒ヶ根                                          | 長野県立こころの医療センター駒ヶ根      | 共同建築設計事務所                                                                       | 岡谷組 ヤマウラ 金澤工業                                                                             | 長野県駒ケ根市         |
| 2012   | 第44回 | 入賞     | 名古屋市科学館新館                                                          | 名古屋市                                | 日建設計                                                                                 | 竹中・TSUCHIYA・ヒメノ特別JV                                                                         | 愛知県名古屋市         |
| 2012   | 第44回 | 入賞     | 森のオフィス                                                                | アクアプランネット                      | SUGAWARADAISUKE 北村組付属                                                               | 北村組                                                                                               | 三重県松阪市           |
| 2012   | 第44回 | 入賞     | SOLA 上野ガス亀山営業所                                                     | 上野ガス                                | 木津潤平建築設計事務所 リズム・デザイン 環境設備計画スタジオランプ ｈ+de－sign/architect | 上野ハウス                                                                                           | 三重県亀山市           |
| 2012   | 第44回 | 入賞     | 金沢海みらい図書館                                                          | 金沢市                                  | シーラカンスK&H                                                                          | 戸田・兼六・高田特定JV                                                                               | 石川県金沢市           |
| 2012   | 第44回 | 特別賞   | 熊川宿における伝統的民家の復原的修理 2005～2012                             | 若狭町熊川宿修復事業                    | 宮田建築設計室 福井宇洋                                                                  | 西野工務店 北條                                                                                      | 福井県三方上中郡若狭町 |
| 2011   | 第43回 | 入賞     | むさしの幼稚園                                                              | むさしの学園                            | 宮里龍治アトリエ                                                                         | 丸中建設                                                                                             | 愛知県豊橋市           |
| 2011   | 第43回 | 入賞     | 豊田自動織機グローバル研修センター ／ＨＡＺＵ academy                       | 豊田自動織機                            | 竹中工務店                                                                               | 竹中工務店                                                                                           | 愛知県西尾市           |
| 2011   | 第43回 | 入賞     | 亀山市立関中学校                                                            | 亀山市                                  | 石本建築事務所 鈴木賢一                                                                  | 堀田建設                                                                                             | 三重県亀山市           |
| 2011   | 第43回 | 入賞     | もやいの家 瑞穂                                                             | 新生会                                  | 大建met                                                                                  | 土屋R&C                                                                                              | 岐阜県瑞穂市           |
| 2011   | 第43回 | 入賞     | 下呂交流会館                                                                | 下呂市                                  | 日本設計                                                                                 | TSUCHIYA 日産工業                                                                                    | 岐阜県下呂市           |
| 2011   | 第43回 | 入賞     | テクニカフクイ新社屋                                                        | テクニカフクイ                          | 竹中工務店                                                                               | 竹中工務店                                                                                           | 福井県越前市           |
| 2011   | 第43回 | 特別賞   | 三島信用金庫本店                                                            | 三島信用金庫                            | 鹿島建設                                                                                 | 鹿島・山本建設JV                                                                                     | 静岡県三島市           |
| 2011   | 第43回 | 特別賞   | 石川県政記念しいのき迎賓館                                                  | 石川県                                  | 山下設計                                                                                 | 大成・兼六特定建設JV                                                                                 | 石川県金沢市           |
| 2010   | 第42回 | 入賞     | 飛島村立小中一貫教育校 飛島学園                                             | 飛島村                                  | 石本建築事務所 鈴木賢一                                                                  | 村本建設・渡邊工務店・飛島木材特定建設JV                                                             | 愛知県海部郡飛島村     |
| 2010   | 第42回 | 入賞     | 岡崎市図書館交流プラザ Libra                                                | 岡崎市                                  | 佐藤総合計画 千里建築設計事務所                                                          | 鴻池組                                                                                               | 愛知県岡崎市           |
| 2010   | 第42回 | 入賞     | 総合病院 南生協病院                                                         | 南医療生活協同組合                      | 日建設計                                                                                 | 竹中工務店 日本電設工業 三晃空調 エバ                                                                | 愛知県名古屋市         |
| 2010   | 第42回 | 入賞     | 富士山環境交流プラザ                                                        | 大成富士山南陵開                        | 大成建設                                                                                 | 大成建設                                                                                             | 静岡県富士宮市         |
| 2010   | 第42回 | 入賞     | 地域交流センター なごみ                                                     | オープンスペースれがーと                | 無有建築工房                                                                             | 西村建設                                                                                             | 滋賀県湖南市           |
| 2010   | 第42回 | 特別賞   | 若狭町立三方中学校エコ改修                                                  | 若狭町                                  | 東畑・山中設計JV                                                                         | 前田産業・武笠・鳥居建築JV ともえ屋・久保田工業・浦見川住宅産業JV                                    | 福井県三方上中郡若狭町 |
| 2009   | 第41回 | 入賞     | ｅ―生活情報センター「デザインの間」                                         | 中電不動産                              | 竹中工務店                                                                               | 竹中工務店                                                                                           | 愛知県名古屋市         |
| 2009   | 第41回 | 入賞     | いちい信用金庫新本店                                                        | いちい信用金庫                          | 日建・垣見設計監理JV                                                                     | 鹿島・中村工業・榊原・中野建設JV                                                                     | 愛知県一宮市           |
| 2009   | 第41回 | 入賞     | ぬまづ健康福祉プラザ                                                        | 沼津市                                  | 久米設計                                                                                 | 西松建設 クリーンサービス                                                                            | 静岡県沼津市           |
| 2009   | 第41回 | 入賞     | 南越前町立今庄小学校・今庄なないろこども園                                  | 南越前町                                | 石本建築事務所 松宮設計事務所 宮田建築設計室                                             | 五洋建設・木原建設・大和建設特定建設JV 坂川建設・キヨエイビルド特定建設JV 田中建設 大和建設          | 福井県南条郡南越前町   |
| 2009   | 第41回 | 特別賞   | 丸美産業本社社屋新築工事                                                    | 丸美産業                                | 高松伸建築設計事務所                                                                     | 鹿島建設 名工建設                                                                                    | 愛知県名古屋市         |
| 2009   | 第41回 | 特別賞   | 近江町いちば館                                                              | 武蔵ｹ辻第四地区市街地再開発組合         | アール・アイ・エー                                                                       | 熊谷組 米沢電気工事 第一電機工業 菱機工業 荒木空調工業                                               | 石川県金沢市           |

### 第31回～第40回
| 受賞年 | 受賞回 | 部門・賞 | 受賞作品                                                | 建築主                                 | 設計者 | 施工者 | 作品所在地           |
| ------ | ------ | -------- | ------------------------------------------------------- | -------------------------------------- | --- | --- | -------------------- |
| 2008   | 第40回 | 入賞     | モード学園スパイラルタワーズ                            | モード学園                             | 日建設計 | 大林組 | 愛知県名古屋市       |
| 2008   | 第40回 | 入賞     | 三重県立熊野古道センター                                | 三重県                                 | 建築研究所アーキヴｨジョン 梅沢建築構造研究所                                                                         | 奥村・東建興業JV セルフ舎建設                                                                                             | 三重県尾鷲市         |
| 2008   | 第40回 | 入賞     | 五十鈴茶屋                                              | 赤福                                   | 暮らし十職 | 髙山建設 大成建設 | 三重県伊勢市         |
| 2008   | 第40回 | 入賞     | いしかわ総合スポーツセンター                            | 石川県                                 | 池原義郎・建築設計事務所オーク構造設計                                                                               | 清水・戸田・兼六・みづほ・近藤特定建設JV                                                                                  | 石川県金沢市         |
| 2008   | 第40回 | 入賞     | 北日本新聞 創造の森 越中座                              | 北日本新聞社                           | 鹿島建設 | 鹿島建設・佐藤工業・日本海建興JV 佐藤工業 日本海建興                                                                      | 富山県富山市         |
| 2008   | 第40回 | 入賞     | 小谷村立小谷小学校                                      | 小谷村                                 | 湯澤建築設計研究所                                                                                                   | 傳刀・鷲澤建設JV 鷲澤建設                                                                                                 | 長野県北安曇郡小谷村 |
| 2008   | 第40回 | 入賞     | 佐川美術館樂吉左衞門館                                  | 佐川急便                               | 樂吉左衞門 竹中工務店                                                                                                | 竹中工務店 | 滋賀県守山市         |
| 2008   | 第40回 | 特別賞   | 岐阜シティ・タワー４３                                  | 岐阜駅西地区市街地再開発組合           | 竹中工務店森ビル | 竹中工務店 | 岐阜県岐阜市         |
| 2007   | 第39回 | 入賞     | ミッドランド スクエア                                   | 東和不動産 トヨタ自動車 毎日新聞社     | 日建設計 | 竹中・大林・鹿島・清水JV                                                                                                  | 愛知県名古屋市       |
| 2007   | 第39回 | 入賞     | 南山高等学校・中学校女子部                              | 南山学園                               | 日本設計 | 清水建設 | 愛知県名古屋市       |
| 2007   | 第39回 | 入賞     | 牧之原市相良総合センター                                | 牧之原市                               | 共同設計ティエージィ                                                                                                 | 竹中・小塚特定建設JV | 静岡県牧之原市       |
| 2007   | 第39回 | 入賞     | 横河電機株式会社 金沢事業所                             | 横河電機                               | 大成建設 | 大成建設 | 石川県金沢市         |
| 2007   | 第39回 | 入賞     | YKK50ビル リノベーション2006                            | YKK                                    | プランツアソシェイツ                                                                                                 | 第一建設 | 富山県黒部市         |
| 2007   | 第39回 | 特別賞   | 名古屋ルーセントタワー                                  | 牛島市街地再開発組合                   | 日建設計 | 大成建設 | 愛知県名古屋市       |
| 2006   | 第38回 | 入賞     | あいち海上の森センター                                  | 愛知県                                 | 第一工房 | 杉本組 竹中工務店 | 愛知県瀬戸市         |
| 2006   | 第38回 | 入賞     | 椙山女学園 生活科学部棟                                 | 椙山女学園                             | 日総建 | 清水建設 | 愛知県名古屋市       |
| 2006   | 第38回 | 入賞     | 土岐市立泉小学校                                        | 土岐市                                 | 東畑建築事務所 | 村本建設 | 岐阜県土岐市         |
| 2006   | 第38回 | 入賞     | 東洋炉機グローバル本社ビル                              | 東洋炉機                               | 久米設計 | 大成建設 | 静岡県浜松市         |
| 2006   | 第38回 | 特別賞   | トヨタ自動車 本館                                       | トヨタ自動車                           | 日建設計 | 清水建設 | 愛知県豊田市         |
| 2006   | 第38回 | 特別賞   | 福井まちなか文化施設 響のホール                         | まちづくり福井                         | 仙田満＋環境デザイン研究所                                                                                           | 大成・村中JV | 福井県福井市         |
| 2005   | 第37回 | 入賞     | 中国木材 名古屋事業所                                   | 中国木材                               | 福島加津也＋冨永祥子建築設計事務所                                                                                   | 竹中工務店 | 愛知県海部郡弥富町   |
| 2005   | 第37回 | 入賞     | 青少年公園茶室 香流亭                                   | 愛知県                                 | 都市計画研究所 堀尾佳弘建築研究所                                                                                    | 伊藤工務店 | 愛知県愛知郡長久手町 |
| 2005   | 第37回 | 入賞     | 中部国際空港旅客ターミナルビル                          | 中部国際空港                           | 日建・梓・HOK・アラップ設計監理JV                                                                                    | 大成･鹿島・大林・東急・戸田・ベクテル・佐藤・矢作 共同企業体 竹中・清水・鴻池・飛島・フジタ・ロッテ・名工・徳倉共同企業体 | 愛知県常滑市         |
| 2005   | 第37回 | 入賞     | 岐阜県花のミュージアム                                  | 岐阜県                                 | 東急設計コンサルタント CODE INC. 向井建築事務所                                                                      | 青協・栗山特定建設JV | 岐阜県可児市         |
| 2005   | 第37回 | 入賞     | 野々市町役場 新庁舎                                     | 野々市町                               | 香山壽夫建築研究所                                                                                                   | 鹿島・真柄・治山社・和泉特定建設工事共同企業体                                                                            | 石川県石川郡野々市町 |
| 2005   | 第37回 | 特別賞   | ノリタケの森                                            | ノリタケカンパニーリミテド             | 大成建設 | 大成建設 | 愛知県名古屋市       |
| 2005   | 第37回 | 特別賞   | くらしの学校 「だいだらぼっち」 in南信州 「やすおか村」 | 泰阜村                                 | 環境プランニング | ヤマウラ | 長野県下伊那郡泰阜村 |
| 2004   | 第36回 | 入賞     | 武豊町民会館 ゆめたろうプラザ                           | 武豊町                                 | 都市造形研究所 飯島建築事務所                                                                                        | 大成・太平・岩部特定建設JV 三晃空調 シーテック・出亜特定建設JV                                                            | 愛知県知多郡武豊町   |
| 2004   | 第36回 | 入賞     | 愛知淑徳大学 星が丘キャンパス １号館                    | 愛知淑徳学園                           | 日本設計 | 竹中工務店 | 愛知県名古屋市       |
| 2004   | 第36回 | 入賞     | おまかせくんショップ 静岡八幡サービスステーション       | 静岡シェル石油                         | 岩本弘光建築研究所                                                                                                   | イハラ建成工業 | 静岡県静岡市         |
| 2004   | 第36回 | 入賞     | TOYOTA INSTITUTE GLOBAL LEARNING CENTER                 | トヨタ自動車                           | 日建設計 | 大成建設 | 静岡県引佐郡三ケ日町 |
| 2004   | 第36回 | 入賞     | B//M（米原町立米原幼稚園）                              | 米原町教育委員会                       | 遠藤秀平建築研究所                                                                                                   | 清水建設 | 滋賀県坂田郡米原町   |
| 2004   | 第36回 | 入賞     | 石川県こまつ芸術劇場 うらら                             | 石川県                                 | 環境・建築研究所 | 鹿島･加賀建工･篠岡特定建設JV                                                                                              | 石川県小松市         |
| 2004   | 第36回 | 入賞     | 新湊市立堀岡小学校                                      | 新湊市                                 | 森俊偉+ARCO建築･計画事務所                                                                                           | 前田建設工業･牧田組JV 牧田組                                                                                              | 富山県新湊市         |
| 2004   | 第36回 | 特別賞   | 星が丘テラス                                            | 東山遊園                               | テック･アールアンドディス 竹中工務店                                                                                 | 竹中工務店 | 愛知県名古屋市       |
| 2004   | 第36回 | 特別賞   | 螢屋                                                    | 浅田屋                                 | －Architect Office－Strayt Sheep                                                                                     | 真柄建設 | 石川県金沢市         |
| 2003   | 第35回 | 入賞     | クロイゾン スクエア                                     | 安藤七宝店                             | 竹中工務店 | 竹中工務店 | 愛知県名古屋市       |
| 2003   | 第35回 | 入賞     | D-Square                                                | デンソー                               | 竹中工務店 | 竹中工務店 | 愛知県刈谷市         |
| 2003   | 第35回 | 入賞     | 静岡ガス研修センター                                    | 静岡ガス                               | 岩本弘光建築研究所                                                                                                   | 清水建設 | 静岡県静岡市         |
| 2003   | 第35回 | 入賞     | 福井県立図書館 ・福井県文書館                           | 福井県                                 | 槇総合計画事務所 | 前田･松尾･前川･技建JV 西田建設･鷹巣建設工JV                                                                               | 福井県福井市         |
| 2003   | 第35回 | 入賞     | 室生犀星記念館                                          | 金沢市                                 | 森俊偉+ARCO建築･計画事務所                                                                                           | 安原建設 津田電業社 日榮商事                                                                                              | 石川県金沢市         |
| 2003   | 第35回 | 特別賞   | 楞厳寺                                                  | 楞厳寺                                 | 竹中工務店 | 竹中工務店 | 愛知県刈谷           |
| 2002   | 第34回 | 入賞     | 小牧スポーツ公園総合体育館「パークアリーナ小牧」        | 小牧市                                 | 日本設計 | 鴻池組・前田・名工建設JV                                                                                                  | 愛知県小牧市         |
| 2002   | 第34回 | 入賞     | 可児文化創造センターala                                 | 可児市                                 | 香山壽夫建築研究所 清水裕之                                                                                          | 西松・中島・新興特定建設工事JV 新興建設 高砂・市原特定建設JV 小池土木 庭萬 エヌ・ティ・ファシリティーズ マツダ            | 岐阜県可児市         |
| 2002   | 第34回 | 入賞     | 醒井水の宿駅                                            | 米原町                                 | 遠藤秀平建築研究所                                                                                                   | 土屋組 | 滋賀県坂田郡米原町   |
| 2002   | 第34回 | 入賞     | 手づくり木工館「もく遊りん」                            | 角永商店                               | 水野一郎＋金沢計画研究所                                                                                             | 弘陽建設 | 石川県石川郡鶴来町   |
| 2002   | 第34回 | 特別賞   | 菱櫓・五十間長屋・橋爪門続櫓・橋爪一の門                | 石川県                                 | 建築文化研究所 | 松井・城東特定建設JV 大林・真柄・松浦 特定建設JV 北国建設                                                                 | 石川県金沢市         |
| 2001   | 第33回 | 入賞     | 愛知県厚生連 渥美病院                                   | 愛知県厚生農業協同組合連合会           | 協同建築設計事務所 東京建築研究所                                                                                    | 竹中・大成・錢高JV | 愛知県渥美郡田原町   |
| 2001   | 第33回 | 入賞     | オンワード樫山 名古屋支店ビル                           | オンワード樫山                         | 大成建設 | 大成建設・鹿島建設JV | 愛知県名古屋市       |
| 2001   | 第33回 | 入賞     | 中山道広重美術館                                        | 恵那市                                 | 車戸建築事務所 | 急・舘林特定建設JV 内藤・近藤特定建設JV 近藤電機工業                                                                      | 岐阜県恵那市         |
| 2001   | 第33回 | 入賞     | 岐阜県立森林文化アカデミー                              | 岐阜県                                 | 北川原温建築都市研究所 エース設備設計                                                                                | 澤崎建設 栗山組 フタバ電興社 後藤建設                                                                                     | 岐阜県美濃市         |
| 2001   | 第33回 | 入賞     | ZOOO（ ずだじ幼稚園 ）                                  | 頭陀寺学園                             | ナウハウス | 杉浦建築店 | 静岡県浜松市         |
| 2001   | 第33回 | 入賞     | 静岡市斎場 火葬棟                                       | 静岡市                                 | 針谷建築事務所 | 住友・市川特定建設JV | 静岡県静岡市         |
| 2001   | 第33回 | 入賞     | 立山酒造 本社工場                                       | 立山酒造                               | 竹中工務店 | 竹中工務店 | 富山県砺波市         |
| 2000   | 第32回 | 入賞     | JRセントラルタワーズ                                    | 東海旅客鉄道ジェイアールセントラルビル | 坂倉建築研究所 Kohn Pedersen Fox Associates JRセントラルタワーズ共同設計室（大成建設、坂倉建築研究所、東海旅客鉄道） | JRセントラルタワーズ新設JV                                                                                                | 愛知県名古屋市       |
| 2000   | 第32回 | 入賞     | 岐阜私立女子短期大学                                    | 岐阜市                                 | 岐阜市建築部建築課 ダイケン・ユー・アイ特定設計監理JV                                                                | 淺沼・市川・矢島特定建設JV 土屋・大洞特定建設JV 八創建設株式会社 菱和・産建特定建設JV                                     | 岐阜県岐阜市         |
| 2000   | 第32回 | 入賞     | 麗澤瑞浪中学・高等学校第２体育館                        | 廣池学園                               | 集工舎建築都市デザイン研究所                                                                                         | 清水建設 | 岐阜県瑞浪市         |
| 2000   | 第32回 | 入賞     | 三ヶ日町立図書館                                        | 三ケ日町                               | アール・アイ・エー                                                                                                   | 三協・井口特定建設JV | 静岡県引佐郡三ケ日町 |
| 2000   | 第32回 | 入賞     | 富山国際会議場                                          | 富山大手町コンベンション               | 槇総合計画事務所 | 佐藤工業・林建設工業・日本海健興・近藤建設JV                                                                              | 富山県富山市         |
| 2000   | 第32回 | 入賞     | 開運堂本店                                              | 開運堂                                 | 竹中工務店 | 竹中工務店 | 長野県松本市         |
| 1999   | 第31回 | 入賞     | 老人保健施設 相生                                       | 愛光園                                 | 大建設計 | 竹中工務店 | 愛知県知多郡東浦町   |
| 1999   | 第31回 | 入賞     | 瀬戸市立品野台小学校                                    | 瀬戸市                                 | 日建設計 | 熊谷・信和建設JV | 愛知県瀬戸市         |
| 1999   | 第31回 | 入賞     | 名古屋大林ビル                                          | 柏西土地建物                           | 大林組 | 大林組 | 愛知県名古屋市       |
| 1999   | 第31回 | 入賞     | 賢島ミキハウス荘                                        | 三起商行                               | 竹中工務店エム・プロジェクト                                                                                         | 竹中工務店 | 三重県志摩郡阿児町   |
| 1999   | 第31回 | 入賞     | テクノプラザ                                            | 岐阜県                                 | リチャードロジャース パートナーシップジャパン                                                                        | 大日本・市川建設JV | 岐阜県各務ヶ原       |
| 1999   | 第31回 | 入賞     | 研修センター マイ・フレンド                             | マイ・フレンド                         | 山岡嘉彌デザイン事務所                                                                                               | 創美建設 | 静岡県熱海市         |
| 1999   | 第31回 | 入賞     | 余呉やまなみセンター・ はごろもホール                   | 余呉町                                 | 中村勉総合計画事務所                                                                                                 | 飛島・材光建設JV | 滋賀県伊香部余呉町   |
| 1999   | 第31回 | 入賞     | 若狭湾エネルギー研究センター                            | 福井県 若狭湾エネルギー研究センター    | 石本建築事務所 | 熊谷組・村中建設・敦賀協栄建築JV あめりか屋 谷口工務店・谷崎建築共同企業体                                                | 福井県敦賀市         |
| 1999   | 第31回 | 入賞     | 石川県ふれあい昆虫館                                    | 石川県                                 | 瀧光夫建築・都市設計事務所                                                                                           | 山下・大日特定建設JV | 石川県石川郡鶴来町   |
| 1999   | 第31回 | 入賞     | 長野市オリンピック記念アリーナ                          | 長野市                                 | 久米・鹿島・奥村・日産・飯島・高木建設JV                                                                             | 鹿島・奥村・日産・飯島・高木建設JV                                                                                        | 長野県長野市         |

### 第21回～第30回
| 受賞年 | 受賞回 | 部門・賞 | 受賞作品                                  | 建築主                                     | 設計者                                                                                | 施工者                                                                              | 作品所在地     |
| ------ | ------ | -------- | ----------------------------------------- | ------------------------------------------ | ------------------------------------------------------------------------------------- | ----------------------------------------------------------------------------------- | -------------- |
| 1998   | 第30回 | 入賞     | 中部研修センター                          | 海外技術者研修協会                         | 藤川原設計                                                                            | 竹中・三井・矢作建設JV                                                              | 愛知県豊田市   |
| 1998   | 第30回 | 入賞     | 蒲郡市民病院                              | 蒲郡市                                     | 久米設計                                                                              | 竹中・北川特定建設JV 中央工事・川瀬・三光特定建設JV 新日空・中部・小池特定建設JV    | 愛知県蒲郡市   |
| 1998   | 第30回 | 入賞     | 豊明市消防庁舎                            | 豊明市                                     | アール・アイ・エー                                                                    | 日本国土・神谷特定建設JV                                                            | 愛知県豊明市   |
| 1998   | 第30回 | 入賞     | 豊田市美術館                              | 豊田市                                     | 谷口建築設計研究所                                                                    | 大成・太啓・伊藤建設JV                                                              | 愛知県豊田市   |
| 1998   | 第30回 | 入賞     | ナゴヤドーム                              | ナゴヤドーム                               | 竹中工務店（監修）三菱地所                                                            | 竹中工務店三菱重工業                                                                | 愛知県名古屋市 |
| 1998   | 第30回 | 入賞     | 四日市ドーム                              | 四日市市                                   | 久米設計梓設計                                                                        | 鹿島・鴻池・生川・久志本建設JV                                                      | 三重県四日市市 |
| 1998   | 第30回 | 入賞     | ほたるいかミュージアム                    | 滑川市                                     | アーキテクチャー・ファクトリー                                                        | フジタ・八倉巻建設JV                                                                | 富山県滑川市   |
| 1998   | 第30回 | 入賞     | 佐川美術館                                | 佐川美術館                                 | 竹中工務店                                                                            | 竹中工務店                                                                          | 滋賀県守山市   |
| 1997   | 第29回 | 入賞     | 丈山苑                                    | 安城市                                     | 環境開発研究所                                                                        | 東海ビレッジ・深津園芸 和泉芝生・桜井造園土木                                       | 愛知県安城市   |
| 1997   | 第29回 | 入賞     | 名古屋能楽堂                              | 名古屋市                                   | 名古屋市建築局営繕部 大江宏建築事務所                                                 | 清水・間・永楽特別JV                                                                | 愛知県名古屋市 |
| 1997   | 第29回 | 入賞     | ナディアパーク                            | 名古屋市 三菱信託銀行 国際デザインセンター | 名古屋市建築局営繕部 大建設計 カプラン・マクローリン・ディアズ ダブルスマーケティング | 戸田・竹中・三菱・ナカノ・福田・大日本・矢作JV 熊谷・浅沼・大平・大豊・伊藤工特別JV | 愛知県名古屋市 |
| 1997   | 第29回 | 入賞     | 古川町総合交流ターミナル「ホテル 季古里」 |                                            |                                                                                       |                                                                                     |                |
| 1997   | 第29回 | 入賞     | 掛川市庁舎                                |                                            |                                                                                       |                                                                                     |                |
| 1997   | 第29回 | 入賞     | 新日本海フェリー敦賀ターミナル            |                                            |                                                                                       |                                                                                     |                |
| 1997   | 第29回 | 入賞     | 金沢市民芸術村                            |                                            |                                                                                       |                                                                                     |                |
| 1997   | 第29回 | 入賞     | 竹風堂松代店 池田満寿夫美術館             |                                            |                                                                                       |                                                                                     |                |
| 1996   | 第28回 | 入賞     |                                           |                                            |                                                                                       |                                                                                     |                |
| 1996   | 第28回 | 入賞     |                                           |                                            |                                                                                       |                                                                                     |                |
| 1996   | 第28回 | 入賞     |                                           |                                            |                                                                                       |                                                                                     |                |
| 1996   | 第28回 | 入賞     |                                           |                                            |                                                                                       |                                                                                     |                |
| 1996   | 第28回 | 特別賞   |                                           |                                            |                                                                                       |                                                                                     |                |
| 1996   | 第28回 |          |                                           |                                            |                                                                                       |                                                                                     |                |
| 1995   | 第27回 | 入賞     |                                           |                                            |                                                                                       |                                                                                     |                |
| 1995   | 第27回 | 入賞     |                                           |                                            |                                                                                       |                                                                                     |                |
| 1995   | 第27回 | 入賞     |                                           |                                            |                                                                                       |                                                                                     |                |
| 1995   | 第27回 | 入賞     |                                           |                                            |                                                                                       |                                                                                     |                |
| 1995   | 第27回 | 入賞     |                                           |                                            |                                                                                       |                                                                                     |                |
| 1995   | 第27回 | 特別賞   |                                           |                                            |                                                                                       |                                                                                     |                |
| 1995   | 第27回 |          |                                           |                                            |                                                                                       |                                                                                     |                |
| 1994   | 第26回 | 入賞     |                                           |                                            |                                                                                       |                                                                                     |                |
| 1994   | 第26回 | 入賞     |                                           |                                            |                                                                                       |                                                                                     |                |
| 1994   | 第26回 | 入賞     |                                           |                                            |                                                                                       |                                                                                     |                |
| 1994   | 第26回 | 入賞     |                                           |                                            |                                                                                       |                                                                                     |                |
| 1994   | 第26回 | 入賞     |                                           |                                            |                                                                                       |                                                                                     |                |
| 1994   | 第26回 | 入賞     |                                           |                                            |                                                                                       |                                                                                     |                |
| 1994   | 第26回 | 入賞     |                                           |                                            |                                                                                       |                                                                                     |                |
| 1994   | 第26回 | 特別賞   |                                           |                                            |                                                                                       |                                                                                     |                |
| 1994   | 第26回 |          |                                           |                                            |                                                                                       |                                                                                     |                |
| 1993   | 第25回 | 入賞     |                                           |                                            |                                                                                       |                                                                                     |                |
| 1993   | 第25回 | 入賞     |                                           |                                            |                                                                                       |                                                                                     |                |
| 1993   | 第25回 | 入賞     |                                           |                                            |                                                                                       |                                                                                     |                |
| 1993   | 第25回 | 入賞     |                                           |                                            |                                                                                       |                                                                                     |                |
| 1993   | 第25回 | 入賞     |                                           |                                            |                                                                                       |                                                                                     |                |
| 1993   | 第25回 | 特別賞   |                                           |                                            |                                                                                       |                                                                                     |                |
| 1992   | 第24回 | 入賞     |                                           |                                            |                                                                                       |                                                                                     |                |
| 1992   | 第24回 | 入賞     |                                           |                                            |                                                                                       |                                                                                     |                |
| 1992   | 第24回 | 入賞     |                                           |                                            |                                                                                       |                                                                                     |                |
| 1992   | 第24回 | 入賞     |                                           |                                            |                                                                                       |                                                                                     |                |
| 1992   | 第24回 | 特別賞   |                                           |                                            |                                                                                       |                                                                                     |                |
| 1991   | 第23回 | 入賞     |                                           |                                            |                                                                                       |                                                                                     |                |
| 1991   | 第23回 | 入賞     |                                           |                                            |                                                                                       |                                                                                     |                |
| 1991   | 第23回 | 入賞     |                                           |                                            |                                                                                       |                                                                                     |                |
| 1991   | 第23回 | 入賞     |                                           |                                            |                                                                                       |                                                                                     |                |
| 1991   | 第23回 | 入賞     |                                           |                                            |                                                                                       |                                                                                     |                |
| 1991   | 第23回 | 入賞     |                                           |                                            |                                                                                       |                                                                                     |                |
| 1991   | 第23回 | 入賞     |                                           |                                            |                                                                                       |                                                                                     |                |
| 1990   | 第22回 | 入賞     |                                           |                                            |                                                                                       |                                                                                     |                |
| 1990   | 第22回 | 入賞     |                                           |                                            |                                                                                       |                                                                                     |                |
| 1990   | 第22回 | 入賞     |                                           |                                            |                                                                                       |                                                                                     |                |
| 1990   | 第22回 | 入賞     |                                           |                                            |                                                                                       |                                                                                     |                |
| 1990   | 第22回 | 入賞     |                                           |                                            |                                                                                       |                                                                                     |                |
| 1990   | 第22回 | 入賞     |                                           |                                            |                                                                                       |                                                                                     |                |
| 1989   | 第21回 | 入賞     |                                           |                                            |                                                                                       |                                                                                     |                |
| 1989   | 第21回 | 入賞     |                                           |                                            |                                                                                       |                                                                                     |                |
| 1989   | 第21回 | 入賞     |                                           |                                            |                                                                                       |                                                                                     |                |
| 1989   | 第21回 | 入賞     |                                           |                                            |                                                                                       |                                                                                     |                |
| 1989   | 第21回 | 入賞     |                                           |                                            |                                                                                       |                                                                                     |                |
| 1989   | 第21回 | 入賞     |                                           |                                            |                                                                                       |                                                                                     |                |
| 1989   | 第21回 | 入賞     |                                           |                                            |                                                                                       |                                                                                     |                |
| 1989   | 第21回 | 入賞     |                                           |                                            |                                                                                       |                                                                                     |                |
| 1989   | 第21回 | 入賞     |                                           |                                            |                                                                                       |                                                                                     |                |
| 1989   | 第21回 | 入賞     |                                           |                                            |                                                                                       |                                                                                     |                |

## 歴代審査委員長
- 第1回 市浦健（市浦都市開発建築コンサルタント 社長）
- 第2回～第4回 松田軍平（松田・平子・坂本設計事務所 所長）
- 第5回～第7回 大江宏（日本建築家協会 会長）
- 第8回～第11回 海老原一郎（日本建築家協会 会長）
- 第12回・第13回 芦原義信（日本建築家協会 会長）
- 第14回 菊竹清訓（日本建築家協会 副会長）
- 第15回・第16回 海老原一郎（日本建築家協会 元会長）
- 第17回 大谷幸夫（建築家）
- 第18回～第23回 鬼頭梓（建築家）
- 第24回～第28回 高橋靗一（建築家）
- 第29回～第31回 阪田誠造（建築家）
- 第32回 香山壽夫（建築家）
- 第33回～第37回 藤木忠善（建築家）
- 第38回・第39回 高宮眞介（建築家）
- 第40回～第43回 仙田満（建築家）
- 第44回～第47回 新居千秋（建築家）
- 第48回～第51回 栗生明（建築家）
- 第52回～ 大野秀敏（建築家）